# João Pedro da Silva Pereira
João Pedro da Silva Pereira (Lissabon, 25 februari 1984) is een Portugees betaald voetballer die bij voorkeur als rechtsback speelt. Hij verruilde Sporting Lissabon in januari 2017 voor Trabzonspor. João Pereira debuteerde in 2010 in het Portugees voetbalelftal, waarmee hij onder meer de halve finale van het EK 2012 haalde.
1 Çakır  ·
4 Türkmen ·
5 Lundstram ·
6 Mendy ·
7 Višća ·
9 Nwakaeme ·
10 Cham ·
11 Tufan ·
15 Savić ·
17 Banza ·
18 Elmalı ·
20 Asan ·
22 Zoebkov ·
23 Güneş ·
25 Çevikkan ·
29 Saatçı ·
35 Yokuşlu ·
44 Batagov ·
54 Tepe ·
61 Çanak ·
70 Drăguș ·
74 Malkoçoğlu ·
77 Boşluk ·
79 Malheiro ·
90 Yıldırım ·
94 Destan ·
99 Oršić ·
Coach: Tekke
1 Eduardo ·
2 Alves ·
3 Pepe ·
4 Veloso ·
5 Coentrão ·
6 Custódio ·
7 Ronaldo  ·
8 Moutinho ·
9 Almeida ·
10 Quaresma ·
11 Oliveira ·
12 Patrício ·
13 Ricardo Costa ·
14 Rolando ·
15 Micael ·
16 Meireles ·
17 Nani ·
18 Varela ·
19 Lopes ·
20 Viana ·
21 Pereira ·
22 Beto ·
23 Postiga ·
Coach: Bento
1 Eduardo Carvalho ·
2 Alves ·
3 Pepe ·
4 Veloso ·
5 Coentrão ·
6 William Carvalho ·
7 Ronaldo  ·
8 Moutinho ·
9 H. Almeida ·
10 Vieirinha ·
11 Éder ·
12 Patrício ·
13 Ricardo Costa ·
14 Neto ·
15 Rafa ·
16 Meireles ·
17 Nani ·
18 Varela ·
19 A. Almeida ·
20 Amorim ·
21 Pereira ·
22 Beto ·
23 Postiga ·
Coach: Bento